# Abingdon Motorcycles
Abingdon Motorcycles va ser un fabricant de motocicletes britànic amb seu a Tyseley, Birmingham, que tingué activitat entre el 1903 i el 1925. El 1926, l'empresa es va rebatejar AKD (Abingdon King Dick) i va produir motocicletes monocilíndriques fins al 1933. Després d'això, l'empresa es va dedicar exclusivament a la fabricació d'eines mecàniques sota la marca "King Dick".

## Història

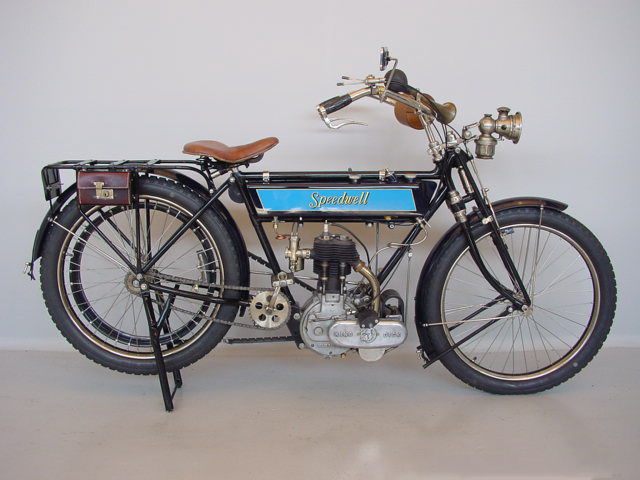
Una Abingdon Speedwell 4 pk de 1909

Abingdon Engineering es van fundar el 1856 com a empresa fabricant d'eines i cadenes i va començar a fabricar motocicletes el 1903, quan la indústria d'aquest sector era encara molt nova, amb motors de diversos fabricants fins que va desenvolupar el seu de propi, l'Abingdon de quatre temps de 350 cc i el V-Twin de 794 cc. Els motors Abingdon van ser utilitzats per Ariel i Invicta. Gran part de la producció es va exportar als països de la Commonwealth. Una de les innovacions introduïdes per Abingdon va ser el primer amortidor telescòpic. Les motocicletes de l'època sovint no tenien suspensió anterior ni cap mena de molla, però Abingdon va idear l'"Abingdon Spring Fork", un amortidor telescòpic amb ressort helicoidal.
La Primera Guerra Mundial va fer aturar la producció de l'empresa, però el 1919 va continuar tot fabricant motocicletes monocilíndriques de 499 i 623 cc.
La companyia va passar a anomenar-se AKD (Abingdon King Dick) el 1926 i va concentrar la producció en motocicletes monocilíndriques de 147 a 346 cc fins al 1933. A partir d'aleshores, l'empresa va decidir de concentrar-se en la seva reeixida gamma d'eines mecàniques "King Dick".

## Eines King Dick
L'empresa d'eines Abingdon King Dick encara existeix actualment i patrocina l'equip Castrol-Honda del Campionat britànic de Supersport. L'empresa encara fabrica la seva gamma d'eines mecàniques de marca King Dick al Regne Unit.